# ジム・クロウ

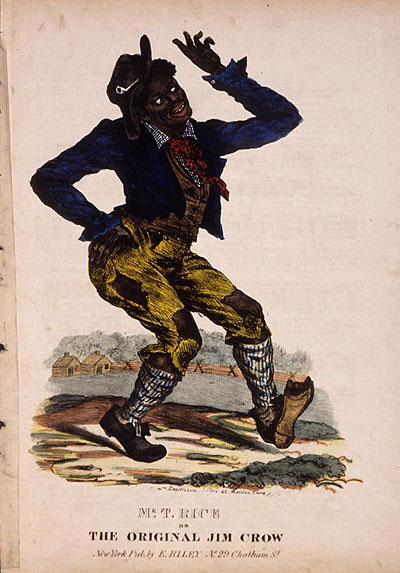
ジム・クロウ

ジム・クロウ (Jim Crow) は、トーマス・D・ライスが舞台で演じた登場人物である。

## 歴史
1830年代のニューヨークにおいて、舞台作品『ジャンプ・ジム・クロウ』が商業的な成功を収めた。その作品のなかで、白人男性のトーマス・D・ライスは自らの顔を黒く塗り、彼が出会った奴隷からインスピレーションを受けたという歌と踊りを披露した。その後、「ジム・クロウ」という語は、アメリカ合衆国でアフリカ系アメリカ人を指す蔑称として使われるようになった。
南北戦争後のアメリカ合衆国南部では、アフリカ系アメリカ人を差別する法律が制定された。これらは「ジム・クロウ法」と呼ばれた。アメリカ合衆国南部の人種隔離と人種差別のシステムを指す際に「ジム・クロウ」という語が用いられることもある。
2012年、フェリス州立大学内にジム・クロウ博物館が設立された。同館には、人種差別の歴史を伝える品々が収蔵されている。
チャイルディッシュ・ガンビーノが2018年に発表した楽曲「ディス・イズ・アメリカ」のミュージック・ビデオでは、冒頭の場面でジム・クロウが参照されている。